# Stanisława Celińska
Stanisława Celińska est une actrice et chanteuse polonaise, née le 29 avril 1947 à Varsovie, en Pologne.

## Biographie
Stanisława Celińska est la fille d'un pianiste et d'une violoniste. Elle est montée sur les planches pour la première fois à l'âge de 7 ans pour une représentation de la Nativité, où elle  jouait deux rôles : un ange et Hérode... À l'âge de douze ans, à la suite de la lecture d'un livre sur l'actrice américaine d'origine polonaise Helena Modjeska, elle décide de devenir actrice et adhère à un club de théâtre à Żoliborz. Elle fait des études à l'École nationale supérieure de théâtre de Varsovie (Państwowa Wyższa Szkoła Teatralna, PWST) et est engagée dans plusieurs théâtres de la capitale :  Współczesny (pl) (1969–1974, 1981–1983, 2006–2011), Nowy (pl) (1983–1988, notamment sous la direction de Krzysztof Warlikowski), Dramatyczny (pl) (1989–1990), Studio (pl) (1995–2003) et Kwadrat (pl), ainsi qu'au Teatr Nowy (pl) de Poznań (1990–1991).
Elle prend part à de nombreuses reprises à Wrocław au Przegląd Piosenki Aktorskiej (pl) (Festival de chansons d'acteurs).
Ce sont ses rôles dans des films de grands réalisateurs polonais distribués à l'étranger - notamment Andrzej Wajda ou Jerzy Hoffman - qui la font connaître hors des frontières polonaises.

## Filmographie partielle
- 2011 : La Bataille de Varsovie, 1920 : Madame Zdzisia
- 2007 : Katyń : Stasia, l'employée de famille du général
- 1996 : Panna Nikt : Ewa
- 1990 : Korczak : vendeuse
- 1979 : Les Demoiselles de Wilko : Zosia
- 1975 : Zaklęte rewiry : Hela
- 1975 : Nuits et Jours : Agnieszka Śniadowska
- 1974 : Nie ma róży bez ognia : Lusia
- 1970 : Paysage après la bataille : Nina

## Doublage vocal
- Ursula (Disney) dans La Petite Sirène (1989)
- Mama Odie dans La Princesse et la Grenouille (2009)

## Discographie
- Elle interprète une version polonaise d'Historia de un amor: Moje życie, twoje życie
- Elle obtient un double disque de platine avec Atramentowa... en 2015

## Distinctions

### Récompenses
Polskie Nagrody Filmowe
- Aigle de la meilleure actrice dans un second rôle
  - en 2001 : Pieniądze to nie wszystko - Madame Ala
  - en 2010 : Joanna - Kamińska

Festival du film polonais de Gdynia
- meilleure actrice
  - en 1994 pour son rôle d'Iza Gęsiareczka dans Spis cudzołożnic (ex æquo avec Grażyna Błęcka-Kolska)

Festival international du film de Shanghai
- Golden Goblet
  - en 2001 meilleure actrice pour son rôle de Madame Ala dans Pieniądze to nie wszystko (ex æquo avec Peng Yu)

### Décorations
- Croix d'or du Mérite polonais (Złoty Krzyż Zasługi) en 2001
- Médaille d'or Gloria Artis en 2011
- Officier de l'Ordre Polonia Restituta (Krzyż Oficerski Orderu Odrodzenia Polski) en 2014